# Ramūnas Šiškauskas
Ramūnas Šiškauskas (Kaišiadorys, 10 settembre 1978) è un ex cestista e allenatore di pallacanestro lituano.

## Carriera
È cresciuto e maturato cestisticamente in patria: prima al Baltija, poi nelle due squadre di Vilnius, il Sakalai e il Lietuvos Rytas.
Già facente parte della nazionale lituana Under 22, in seguito è entrato stabilmente anche nel roster della nazionale maggiore con cui ha conquistato un bronzo olimpico e un oro agli Europei di Svezia del 2003 e un bronzo in quelli del 2007.
Nelle stagioni 2004-05 e 2005-06 è stato a Treviso per militare nelle file della Benetton Basket dove ha contribuito, in modo significativo, alla vincita, per i biancoverdi della Marca, del quinto scudetto nel 2006 e della Coppa Italia nel 2005.
Nella stagione 2006-07 ha giocato nel Panathinaikos, con il quale ha conquistato l'Eurolega.
Dalla stagione 2007-08 milita nelle file del CSKA Mosca, nel quale ha ritrovato molti ex compagni della Benetton, come Nikos Zīsīs, e l'allenatore Ettore Messina che sarà suo coach per altre due stagioni dopo quella 2004-2005 di Treviso. Con la squadra moscovita si è aggiudicato per la seconda volta l'Eurolega oltre a vari trofei nazionali.
Nel 2008 è stato nominato terzo miglior giocatore europeo dell'anno. Si è ritirato nel maggio 2012

## Statistiche

### Eurolega
| Anno       | Squadra       | PG  | PT  | MP   | TC%  | 3P%  | TL%  | RP  | AP  | PRP | SP  | PP   |
| ---------- | ------------- | --- | --- | ---- | ---- | ---- | ---- | --- | --- | --- | --- | ---- |
| 2004-2005  | Pall. Treviso | 17  | 10  | 25,8 | 48,7 | 28,6 | 70,0 | 2,4 | 1,5 | 1,4 | 0,1 | 12,5 |
| 2005-2006  | Pall. Treviso | 15  | 13  | 29,2 | 51,6 | 41,9 | 71,1 | 2,8 | 1,9 | 1,4 | 0,1 | 12,0 |
| 2006-2007† | Panathīnaïkos | 20  | 19  | 26,2 | 48,9 | 47,1 | 70,6 | 2,5 | 1,2 | 1,0 | 0,2 | 11,0 |
| 2007-2008† | CSKA Mosca    | 24  | 23  | 27,3 | 51,0 | 44,2 | 84,6 | 3,2 | 1,4 | 1,1 | 0,4 | 14,0 |
| 2008-2009  | CSKA Mosca    | 18  | 14  | 28,4 | 44,6 | 34,8 | 86,3 | 3,0 | 1,7 | 0,8 | 0,3 | 12,1 |
| 2009-2010  | CSKA Mosca    | 21  | 21  | 30,9 | 55,7 | 55,0 | 76,5 | 4,0 | 3,0 | 1,2 | 0,3 | 13,4 |
| 2010-2011  | CSKA Mosca    | 7   | 6   | 24,9 | 42,2 | 34,8 | 50,0 | 4,0 | 0,9 | 1,3 | 0,1 | 7,0  |
| 2011-2012  | CSKA Mosca    | 21  | 21  | 22,9 | 44,9 | 39,3 | 69,0 | 2,2 | 1,0 | 0,6 | 0,0 | 7,5  |
| Carriera   | Carriera      | 143 | 127 | 27,1 | 49,3 | 41,9 | 76,7 | 3,0 | 1,6 | 1,1 | 0,2 | 11,6 |

## Palmarès

### Club
- Campionato lituano: 2

Lietuvos rytas: 1999-2000, 2001-02
- Campionato italiano: 1

Pall. Treviso: 2005-06
- Campionato greco: 1

Panathinaikos: 2006-07
- Campionato russo: 5

CSKA Mosca: 2007-2008, 2008-09, 2009-10, 2010-11, 2011-12
- Coppa Italia: 1

Pall. Treviso: 2005
- Coppa di Grecia: 1

Panathinaikos:	2006-07
- Coppa di Russia: 1

CSKA Mosca: 2009-10
- Eurolega: 2

Panathinaikos: 2006-07
CSKA Mosca: 2007-08
- VTB United League: 3

CSKA Mosca: 2008, 2009-10, 2011-12

### Individuale
- Lietuvos krepšinio lyga MVP finali: 1

Lietuvos rytas: 2000-01
- Euroleague MVP: 1

CSKA Mosca: 2007-08
- All-Euroleague First Team: 1

CSKA Mosca: 2007-08
- All-Euroleague Second Team: 3

Panathinaikos: 2006-07
CSKA Mosca: 2008-09, 2009-10
- MVP finals VTB United League: 1

CSKA Mosca: 2008
- MVP finali Serie A: 1

Pall. Treviso: 2006